# T-72
T-72 er en serie af sovjetiske/russiske "main battle tanks" ("kampvogn"), der blev sat i produktion i 1969. T-72 er en videreudvikling af T-64, der var plaget af høje omkostninger og dens afhængighed af teknologi, der ikke var færdigudviklet. Der er bygget omtrent 25.000 T-72 tanks og renoveringer og opgraderinger har muliggjort, at mange fortsat er i aktiv tjeneste. T-72 er blevet eksporteret til flere lande og har været i tjeneste i mere end 40 lande og har været anvendt i adskillige konflikter. T-72B er videreudviklet til T-90, der blev taget i tjeneste i 1992, men produktion og videreudvikling af T-72 sker fortsat i dag.

## Anvendelse
T-72 er gennem årene blevet benyttet af en lang række lande og anvendes i dag fortsat af flere landes militær som nærmere angivet på kortet.
Af de lande, der benytter, eller har benyttet, T-72 kan fremhæves:
Sovjetunionen/Rusland
T-72 var den primære main battle tank i Sovjetunionen siden 1970'erne. T-72 blev dog ikke benyttet af Sovjetunionen under Sovjetunionens invasaion og besættelse af Afghanistan (1979-89), idet Sovjetunionen under denne konflikt primært anvendte de ældre T-55 og T-62 tanks.
Den Russiske Føderation havde inden Ruslands invasion af Ukraine 2022 mere end 10.000 T-72 tanks i brug, heraf ca. 2.000 i aktiv tjeneste og ca. 8.000 i reserve (primært T-72B'ere). T-72 er anvendt af den russiske hær under kampene under den første og den anden krig i Tjetjenien, under den russisk-georgiske krig og under den russisk-ukrainske krig.
Syrien
Syrien har benyttet T-72'ere i en længere årrække. Under krigen i Libanon i 1982 menes det, at syriske T-72'ere har angrebet israelske tanks (M60A1 og Magach tanks) i det sydlige Libanon. Man mener ikke, at syriske T-72'ere har været i kamp mod den israelske kampvogn Merkava. Den 9. juni 1982 krydsede en syrisk brigade udstyret med bl.a. T-72'ere den israelske grænse i et angreb på den israelske flanke under Israels fremrykning langs Bekaa-dalen, hvor det lykkedes syrerne at bremse den israelske fremrykning og ødelægge 10 israelske main battle tanks. Efter krigen kaldte syriens præsident  Hafez Al-Assad T-72 for "den bedste tank i verden".
T-72 er også blevet flittigt anvendt af den syriske hær under borgerkrigen i Syrien siden 2011. En del er blevet erobret af oprørsstyrker, herudner af forskellige jihadistiske grupperinger. Oprørerne har med succes benyttet anti-tank materiel (bl.a. russiske RPG'ere og jugoslaviske (M79 Osa) mod T-72'erne og har senere i konflikten fået russiske, kinesiske og amerikansk anti-tank missiler, der fra længere afstand kan ødelægge kampvogne, herunder T-72'ere. Pr. marts 2020 er mindst 837 T-72 tanks i den syriske hær blevet ødelagt.
Irak
Ved begyndelsen af Iran-Irak-krigen lykkedes det en irakisk battaljon at eliminere en hel iransk tankbataljon, der benyttede britisk fremstillede Chieftain tanks tanks, uden selv at lide tab. Iranske M47 Patton, M48 Patton og M60 tanks led tab under kampe mod irakisk T-72'ere. I krigens indledende faser lykkedes det irakerne med begrænsede tab af nedkæmpe med end 100 iranske tanks og andre kampvogne. Irakerne mistede blot ca. 60 T-72'ere i de otte år krigen varede.
Under Iraks invasion af Kuwait i 1990 anvendte Irak 690 tanks, primært T-55'ere, T-62'ere og T-72'ere. Kuwait råede over 281 tanks, herunder seks T-72'ere, 165 Chieftains, 70 Vickers og 40 Centurion tanks. Den 2. august 1990 blev udkæmpet et kampvognsslag mellem Kuwaits styrker med Vickerts MBT'ere og Den irakiske republikanske garde med T-72'ere. Det lykkede Kuwait at ødelægge en del T-72'ere i et baghold, men de blev herefter nedkæmpet.
Under de efterfølgende irakiske krige mod koalitionsstyrker under USA's ledelse (første golfkrig og anden golfkrig benyttede Irak irakisk samlede T-72'ere. Irak var undergivet sanktioner, og Rusland havde for at omgå våbenembargo leveret flere samlesæt, som herefter blev samlet i Irak. Under det første store panserslag i den første golfkrig i februar 1991 nedkæmpede amerikanske koalitionsstykrer udstyret med M1 Abrams og Bradley Fighting Vehicles panserenheder under Den republikanske garde, der trods betydelig numerisk overlegenhed mistede 37 kampvogne mod en enkelt ødelagt amerikansk Bradley. Det totale antal mistede T-72'ere under første golfkrig var omkring 150.

## Galleri
- Tegning af en T-72
- Indretning af en T-72. Bemærk, at mandskabet er placeret over kampvognens "karrusel", dr indeholder kampvognens ammunition
- En T-72B
- Bulgarsk T72M2
- T-72B3